# Předbudoucí čas
Předbudoucí čas je slovesný čas, jenž se používá k popisu události, která se stane před jinou událostí v budoucnosti. Vyskytuje se v angličtině, němčině, nizozemštině, španělštině, francouzštině, italštině, latině a řečtině.

## Bulharština
V bulharštině se tento čas nazývá "бъдеще предварително време" (budoucí čas předčasný/závislý) a vyjadřuje děj, který bude ukončen před jiným budoucím dějem, o němž se mluví v budoucím čase. V mluvené řeči není příliš častý.
Tvoří se budoucím časem slovesa být "ще съм" nebo "ще бъда" a minulým příčestím (l-ovým).
| Jednotné číslo | Množné číslo    |
| -------------- | --------------- |
| ще съм говорил | ще сме говорили |
| ще си говорил  | ще сте говорили |
| ще е говорил   | ще са говорили  |

Místo slovesa být v přítomném čase lze použít sloveso být v dokonavém vidu (бъда, бъдеш, бъде, бъдем, бъдете, бъдат).
Zápor se tvoří se slovesem "няма" a částicí "да" (няма да съм говорил...).
Příklad:
Когато пристигна на гарата, влакът ще е заминал. Až přijedu na nádraží, bude už vlak pryč.

## Angličtina
V angličtině se tento čas nazývá future perfect a není příliš častý. Je tvořen pomocí will have a příčestí minulého.
By next month, they will have been married for seven years. – Příští měsíc to už bude sedm let co se vzali.
Průběhová forma vyjadřuje děj, který bude v určitý okamžik v budoucnu probíhat po nějakou dobu. Tvoří se pomocí "will" "have", "been" a slovesa v příčestí přítomném.
"Tomorrow at noon, i will have been staying in the city for seven days." - Zítra v poledne už budu v tomto městě po sedm dní.